# Hans Tienes

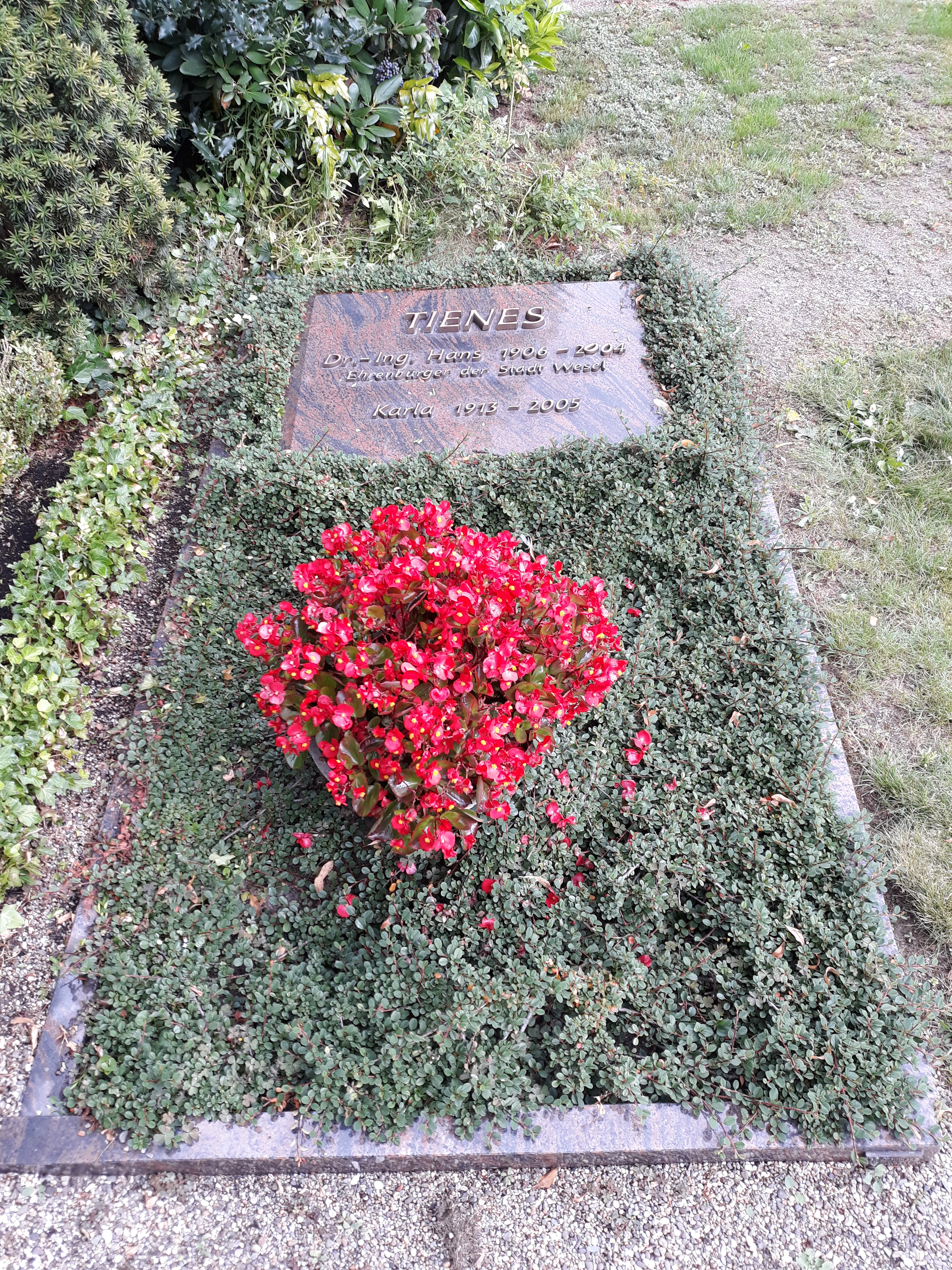
Das Grab von Hans Tienes und seiner Ehefrau Karla geborene Edner auf dem Friedhof an der Caspar-Baur-Straße in Wesel

Hans Tienes (* 6. Mai 1906 in Wesel; † 15. Mai 2004 ebenda) war ein deutscher Unternehmer und Kulturförderer. Er spielte eine wichtige Rolle beim Wiederaufbau des Weseler Willibrordi-Doms und wurde 1995 zum Ehrenbürger der Stadt ernannt.

## Werdegang
Tienes besaß einen Doktortitel in Ingenieurwissenschaften und war hauptberuflich im Weseler Mineralmahlwerk Welsch tätig. Im Januar 1935 meldete er ein Verfahren zur Herstellung von Schleifkörnern beim Patentamt an. Die Firma Welsch befand sich bereits im Besitz eines Familienmitglieds und auch Tienes selbst wurde zum Unternehmer.
1947 war er in Wesel Mitbegründer des Dombauvereins, der sich für den Wiederaufbau des im Zweiten Weltkrieg stark beschädigten Willibrordi-Doms einsetzte. Er war auch im ersten Vorstand vertreten und übte das Amt des Schatzmeisters aus, welches er bis 1989 behielt. Zusätzlich wirkte er von 1952 bis 1973 als Vorsitzender des Musikvereins Wesel. In seiner Funktion als Schatzmeister des Dombauvereins finanzierte er anstehende Arbeiten vielfach mit persönlichem Vermögensrisiko vor. Während seiner 42 Jahre dauernden Tätigkeit wurde eine Vielzahl von Vorhaben beim Dombau umgesetzt. Auch dem Ende seiner Amtszeit förderte er den Verein weiter und ermöglichte 1994 gemeinsam mit seiner Ehefrau die Anschaffung eines Glockenspiels. Das Glockenspiel stellte ein völlig neues Element des Dombaus dar und war historisch bis zu diesem Zeitpunkt nie vorhanden.
Schon 1981 bekam er für sein Wirken als Kulturförderer den Ehrenring der Stadt Wesel verliehen. Am 10. September 1995 wurde Tienes mit 89 Jahren zum Ehrenbürger der Stadt ernannt. Damit wurden seine große Bedeutung beim Wiederaufbau des Doms, seine langjährige Tätigkeit als Vorsitzender des Musikvereins und seine Rolle als Mitbegründer der Jugendmusik- und Kunstschule gewürdigt.